# Лос Моларес
Лос Моларес (на испански: Los Molares) е населено място и община в Испания. Намира се в провинция Севиля, в състава на автономната област Андалусия. Общината влиза в състава на района (комарка) Бахо Гуадалкивир. Заема площ от 43 km². Населението му е 3310 души (по преброяване от 2010 г.). Разстоянието до административния център на провинцията е 44 km.

## Демография
| 1998 | 1999 | 2000 | 2001 | 2002 | 2003 | 2004 | 2005 | 2006 | 2007 |
| ---- | ---- | ---- | ---- | ---- | ---- | ---- | ---- | ---- | ---- |
| 2675 | 2672 | 2674 | 2652 | 2699 | 2759 | 2800 | 2874 | 2947 | 2991 |